# Olympische Winterspiele 2018/Teilnehmer (Kasachstan)
| Gelbes Symbol für Goldmedaillen mit stilisierten Olympischen Ringen | Graues Symbol für Silbermedaillen mit stilisierten Olympischen Ringen | Braundes Symbol für Bronzemedaillen mit stilisierten Olympischen Ringen |
| ------------------------------------------------------------------- | --------------------------------------------------------------------- | ----------------------------------------------------------------------- |
| —                                                                   | —                                                                     | 1                                                                       |

Kasachstan nahm an den Olympischen Winterspielen 2018 mit 46 Athleten in neun Disziplinen teil, davon 26 Männer und 20 Frauen. Fahnenträger bei der Eröffnungsfeier war Absal Äschghalijew.
Die Freestyle-Skierin Julija Galyschewa gewann auf der Buckelpiste mit Bronze die einzige Medaille Kasachstans bei den Spielen.

## Teilnehmer nach Sportarten

### Biathlon
| Athleten                                                          | Wettbewerbe                   | Zeit        | Fehler         | Rang |
| ----------------------------------------------------------------- | ----------------------------- | ----------- | -------------- | ---- |
| Männer                                                            |                               |             |                |      |
| Roman Jeremin                                                     | 10 km Sprint                  | 25:21,9 min | 2 (1+1)        | 43   |
| Roman Jeremin                                                     | 12,5 km Verfolgung            | 38:51,1 min | 8 (2+1+2+3)    | 52   |
| Maxim Braun                                                       | 10 km Sprint                  | 27:46,7 min | 4 (3+1)        | 85   |
| Maxim Braun                                                       | 20 km Einzel                  | 53:50,7 min | 2 (0+1+0+1)    | 61   |
| Wassili Podkorytow                                                | 10 km Sprint                  | 26:34,7 min | 1 (1+0)        | 80   |
| Wassili Podkorytow                                                | 20 km Einzel                  | 53:52,5 min | 2 (1+0+1+0)    | 62   |
| Wladislaw Witenko                                                 | 10 km Sprint                  | 26:32,7 min | 4 (2+2)        | 79   |
| Wladislaw Witenko                                                 | 20 km Einzel                  | 57:11,3     | 7 (2+2+1+2)    | 83   |
| Timur Chamitgatin                                                 | 20 km Einzel                  | 54:52,7 min | 2 (0+2+0+0)    | 72   |
| Maxim Braun Wassili Podkorytow Wladislaw Witenko Roman Jeremin    | 4 × 7,5 km Staffel            | überrundet  | 2+10 (0+5 2+5) | 17   |
| Frauen                                                            |                               |             |                |      |
| Darja Klimina                                                     | 7,5 km Sprint                 | 23:47,7 min | 3 (2+1)        | 58   |
| Darja Klimina                                                     | 10 km Verfolgung              | 38:00,0 min | 8 (1+1+3+3)    | 57   |
| Darja Klimina                                                     | 15 km Einzel                  | 46:44,4 min | 3 (2+0+1+0)    | 51   |
| Olga Poltoranina                                                  | 7,5 km Sprint                 | 23:59,6 min | 2 (0+2)        | 63   |
| Olga Poltoranina                                                  | 15 km Einzel                  | 46:36,5 min | 2 (0+0+1+1)    | 46   |
| Alina Raikowa                                                     | 7,5 km Sprint                 | 24:33,8 min | 3 (0+3)        | 71   |
| Alina Raikowa                                                     | 15 km Einzel                  | 46:37,4 min | 3 (0+1+0+2)    | 47   |
| Galina Wischnewskaja                                              | 7,5 km Sprint                 | 22:52,2 min | 2 (2+0)        | 30   |
| Galina Wischnewskaja                                              | 10 km Verfolgung              | 33:05,9 min | 1 (0+0+1+0)    | 20   |
| Galina Wischnewskaja                                              | 15 km Einzel                  | 46:23,4 min | 3 (0+2+1+0)    | 45   |
| Galina Wischnewskaja Darja Klimina Alina Raikowa Olga Poltoranina | 4 × 6 km Staffel              | 1:14:18,0 h | 1+3 (0+2 1+7)  | 14   |
| Mixed                                                             |                               |             |                |      |
| Galina Wischnewskaja Alina Raikowa Roman Jeremin Maxim Braun      | 2 × 6 km + 2 × 7,5 km Staffel | 1:14:13,7 h | 3+7 (3+4 0+3)  | 18   |

Jelisaweta Beltschenko war als Ersatzathletin nominiert, kam aber nicht zum Einsatz.

### Eiskunstlauf
| Athleten              | Wettbewerbe | Kurzprogramm/-tanz | Kurzprogramm/-tanz | Kür/Kürtanz        | Kür/Kürtanz        | Gesamt | Gesamt |
| Athleten              | Wettbewerbe | Punkte             | Rang               | Punkte             | Rang               | Punkte | Rang   |
| --------------------- | ----------- | ------------------ | ------------------ | ------------------ | ------------------ | ------ | ------ |
| Männer                |             |                    |                    |                    |                    |        |        |
| Denis Ten             | Einzel      | 70,12              | 27                 | Kür nicht erreicht | Kür nicht erreicht | 70,12  | 27     |
| Frauen                |             |                    |                    |                    |                    |        |        |
| Aisa Imambek          | Einzel      | 44,40              | 30                 | Kür nicht erreicht | Kür nicht erreicht | 44,40  | 30     |
| Elisabet Tursynbajewa | Einzel      | 57,95              | 15                 | 118,30             | 13                 | 177,12 | 12     |

### Eisschnelllauf
| Athleten          | Wettbewerbe | Zeit         | Rang |
| ----------------- | ----------- | ------------ | ---- |
| Männer            |             |              |      |
| Artjom Krikunow   | 500 m       | 35,34 s      | 25   |
| Roman Kretsch     | 500 m       | 35,92 s      | 35   |
| Stanislav Palkin  | 500 m       | 35,33 s      | 24   |
| Stanislav Palkin  | 1000 m      | 1:10,149 min | 29   |
| Fjodor Mesenzew   | 1000 m      | 1:10,62 min  | 33   |
| Fjodor Mesenzew   | 1500 m      | 1:48,23 min  | 28   |
| Denis Kusin       | 1000 m      | 1:10,13 min  | 27   |
| Denis Kusin       | 1500 m      | 1:49,14 min  | 30   |
| Frauen            |             |              |      |
| Jekaterina Aidowa | 500 m       | 38,96 s      | 21   |
| Jekaterina Aidowa | 1000 m      | 1:17,09 min  | 24   |
| Jekaterina Aidowa | 1500 m      | 1:59,05 min  | 18   |

| Athleten        | Wettbewerbe | Halbfinale | Halbfinale | Finale        | Finale        | Rang |
| Athleten        | Wettbewerbe | Punkte     | Rang       | Punkte        | Rang          | Rang |
| --------------- | ----------- | ---------- | ---------- | ------------- | ------------- | ---- |
| Männer          |             |            |            |               |               |      |
| Fjodor Mesenzew | Massenstart | 0          | 11         | ausgeschieden | ausgeschieden | 23   |

### Freestyle-Skiing
| Athleten                | Wettbewerbe | Qualifikation | Qualifikation | Finale        | Finale        | Rang   |
| Athleten                | Wettbewerbe | Punkte        | Rang          | Punkte        | Rang          | Rang   |
| ----------------------- | ----------- | ------------- | ------------- | ------------- | ------------- | ------ |
| Männer                  |             |               |               |               |               |        |
| Ildar Badrutdinow       | Aerials     | 94,47         | 15            | ausgeschieden | ausgeschieden | 21     |
| Pawel Kolmakow          | Buckelpiste | 79,98         | 7             | 76,10         | 7             | 7      |
| Dmitri Reicherd         | Buckelpiste | 81,23         | 3             | 58,64         | 8             | 8      |
| Frauen                  |             |               |               |               |               |        |
| Marschan Aqschigit      | Aerials     | 79,17         | 12            | ausgeschieden | ausgeschieden | 18     |
| Schanbota Aldabergenowa | Aerials     | 85,36         | 7             | ausgeschieden | ausgeschieden | 13     |
| Aqmarschan Qalmursajewa | Aerials     | 58,58         | 16            | ausgeschieden | ausgeschieden | 22     |
| Ajana Scholdas          | Aerials     | 57,98         | 18            | ausgeschieden | ausgeschieden | 24     |
| Ajaulym Amrenowa        | Buckelpiste | 38,68         | 17            | ausgeschieden | ausgeschieden | 27     |
| Julija Galyschewa       | Buckelpiste | 76,36         | 7             | 77,40         | 3             | Bronze |

### Rennrodeln
| Athlet           | Wettbewerb | Lauf 1   | Lauf 1 | Lauf 2   | Lauf 2 | Lauf 3   | Lauf 3 | Lauf 4        | Lauf 4        | Gesamt       | Gesamt |
| Athlet           | Wettbewerb | Zeit     | Rang   | Zeit     | Rang   | Zeit     | Rang   | Zeit          | Rang          | Zeit         | Rang   |
| ---------------- | ---------- | -------- | ------ | -------- | ------ | -------- | ------ | ------------- | ------------- | ------------ | ------ |
| Männer           |            |          |        |          |        |          |        |               |               |              |        |
| Nikita Kopyrenko | Einsitzer  | 50,147 s | 35     | 50,327 s | 38     | 49,244 s | 34     | ausgeschieden | ausgeschieden | 2:29,718 min | 36     |

### Shorttrack
Mersaid Schaqsybajew war als Ersatzathlet nominiert.
| Athlet                                                                             | Wettbewerb     | Vorlauf      | Vorlauf | Viertelfinale | Viertelfinale | Halbfinale    | Halbfinale    | Finale                 | Finale        | Gesamt        |
| Athlet                                                                             | Wettbewerb     | Zeit         | Rang    | Zeit          | Rang          | Zeit          | Rang          | Zeit                   | Rang          | Rang          |
| ---------------------------------------------------------------------------------- | -------------- | ------------ | ------- | ------------- | ------------- | ------------- | ------------- | ---------------------- | ------------- | ------------- |
| Männer                                                                             |                |              |         |               |               |               |               |                        |               |               |
| Absal Äschghalijew                                                                 | 500 m          | 43,388 s     | 3       | 41,616 s      | 4             | 40,835 s      | 5             | ausgeschieden          | ausgeschieden | ausgeschieden |
| Denis Nikischa                                                                     | 500 m          | 41,436 s     | 3       | 40,806 s      | 3             | ausgeschieden | ausgeschieden | ausgeschieden          | ausgeschieden | ausgeschieden |
| Denis Nikischa                                                                     | 1500 m         | 2:14,847 min | 4       | −             | −             | ausgeschieden | ausgeschieden | ausgeschieden          | ausgeschieden | 24            |
| Nurbergen Schumaghasijew                                                           | 500 m          | 40,748 s     | 3       | DNF           | 5             | ausgeschieden | ausgeschieden | ausgeschieden          | ausgeschieden | ausgeschieden |
| Nurbergen Schumaghasijew                                                           | 1000 m         | 1:24,271 min | 4       | ausgeschieden | ausgeschieden | ausgeschieden | ausgeschieden | ausgeschieden          | ausgeschieden | 25            |
| Nurbergen Schumaghasijew                                                           | 1500 m         | DNF          | DNF     | −             | −             | ausgeschieden | ausgeschieden | ausgeschieden          | ausgeschieden | 33            |
| Absal Äschghalijew Denis Nikischa Jerkebulan Schamuchanow Nurbergen Schumaghasijew | 5000-m-Staffel | −            | −       | −             | −             | 6:47,727 min  | 3             | B-Finale: 6:52,791 min | 2             | 6             |
| Frauen                                                                             |                |              |         |               |               |               |               |                        |               |               |
| Kim Yeong-a                                                                        | 1000 m         | 1:29,703 min | 3       | ausgeschieden | ausgeschieden | ausgeschieden | ausgeschieden | ausgeschieden          | ausgeschieden | ausgeschieden |
| Kim Yeong-a                                                                        | 1500 m         | 2:29,875 min | 4       | −             | −             | ausgeschieden | ausgeschieden | ausgeschieden          | ausgeschieden | 22            |
| Anastassija Krestowa                                                               | 500 m          | 43,821 s     | 4       | ausgeschieden | ausgeschieden | ausgeschieden | ausgeschieden | ausgeschieden          | ausgeschieden | 26            |
| Anastassija Krestowa                                                               | 1000 m         | 1:31,557 min | 3       | ausgeschieden | ausgeschieden | ausgeschieden | ausgeschieden | ausgeschieden          | ausgeschieden | ausgeschieden |
| Anastassija Krestowa                                                               | 1500 m         | DNS          | DNS     | DNS           | DNS           | DNS           | DNS           | DNS                    | DNS           | DNS           |

### Ski Alpin
| Athleten         | Wettbewerbe  | 1. Lauf     | 2. Lauf       | Gesamt        | Gesamt        |
| Athleten         | Wettbewerbe  | Zeit        | Zeit          | Zeit          | Rang          |
| ---------------- | ------------ | ----------- | ------------- | ------------- | ------------- |
| Männer           |              |             |               |               |               |
| Igor Sakurdajew  | Abfahrt      | −           | −             | 1:45,01 min   | 39            |
| Igor Sakurdajew  | Super-G      | −           | −             | 1:29,96 min   | 41            |
| Igor Sakurdajew  | Riesenslalom | 1:18,78 min | 1:16,29 min   | 2:35,07 min   | 51            |
| Igor Sakurdajew  | Slalom       | DNF         | ausgeschieden | ausgeschieden | ausgeschieden |
| Igor Sakurdajew  | Kombination  | 1:22,29 min | 53,18 s       | 2:15,47 min   | 31            |
| Frauen           |              |             |               |               |               |
| Marija Grigorowa | Riesenslalom | 1:22,42 min | 1:18,77 min   | 2:41,19 min   | 51            |
| Marija Grigorowa | Slalom       | 1:02,49 min | 1:01,88 min   | 2:04,37 min   | 51            |

### Skilanglauf
| Männer                                                             |                   |             |     |     |     |     |     |     |     |     |     |
| Alexei Poltoranin                                                  | 50 km klassisch   | 2:13:37,1 h | 15  |     |     |     |     |     |     |     |     |
| Witali Puchkalo                                                    | 15 km Freistil    | 36:57,4 min | 54  |     |     |     |     |     |     |     |     |
| Witali Puchkalo                                                    | 30 km Skiathlon   | 1:19:46,7 h | 34  |     |     |     |     |     |     |     |     |
| Witali Puchkalo                                                    | 50 km klassisch   | 2:27:10,6 h | 52  |     |     |     |     |     |     |     |     |
| Jewgeni Welitschko                                                 | 15 km Freistil    | 37:28,6 min | 61  |     |     |     |     |     |     |     |     |
| Jewgeni Welitschko                                                 | 30 km Skiathlon   | 1:21:03,9 h | 43  |     |     |     |     |     |     |     |     |
| Jewgeni Welitschko                                                 | 50 km klassisch   | 2:21:43,2 h | 39  |     |     |     |     |     |     |     |     |
| Denis Wolotka                                                      | 15 km Freistil    | 37:39,8 min | 64  |     |     |     |     |     |     |     |     |
| Denis Wolotka                                                      | 50 km klassisch   | DNS         | DNS | DNS | DNS | DNS | DNS | DNS | DNS | DNS | DNS |
| Alexei Poltoranin Jewgeni Welitschko Witali Puchkalo Denis Wolotka | 4 × 10 km Staffel | 1:36:36,3 h | 8   |     |     |     |     |     |     |     |     |
| Frauen                                                             |                   |             |     |     |     |     |     |     |     |     |     |
| Jelena Kolomina                                                    | 10 km Freistil    | 29:13,0 min | 63  |     |     |     |     |     |     |     |     |
| Jelena Kolomina                                                    | 15 km Skiathlon   | 46:28,5 min | 54  |     |     |     |     |     |     |     |     |
| Jelena Kolomina                                                    | 30 km klassisch   | 1:35:38,4 h | 33  |     |     |     |     |     |     |     |     |
| Anna Schewtschenko                                                 | 10 km Freistil    | 28:56,9 min | 56  |     |     |     |     |     |     |     |     |
| Anna Schewtschenko                                                 | 15 km Skiathlon   | 44:25,1 min | 36  |     |     |     |     |     |     |     |     |
| Anna Schewtschenko                                                 | 30 km klassisch   | 1:35:36,1 h | 31  |     |     |     |     |     |     |     |     |
| Walerija Tjulenewa                                                 | 10 km Freistil    | 28:20,7 min | 47  |     |     |     |     |     |     |     |     |
| Walerija Tjulenewa                                                 | 15 km Skiathlon   | DNF         | DNF | DNF |     |     |     |     |     |     |     |
| Walerija Tjulenewa                                                 | 30 km klassisch   | 1:35:38,0 h | 32  |     |     |     |     |     |     |     |     |

| Athleten                              | Wettbewerbe | Qualifikation | Qualifikation | Viertelfinale | Viertelfinale | Halbfinale    | Halbfinale    | Finale        | Finale        | Rang |
| Athleten                              | Wettbewerbe | Zeit          | Rang          | Zeit          | Rang          | Zeit          | Rang          | Zeit          | Rang          | Rang |
| ------------------------------------- | ----------- | ------------- | ------------- | ------------- | ------------- | ------------- | ------------- | ------------- | ------------- | ---- |
| Männer                                |             |               |               |               |               |               |               |               |               |      |
| Alexei Poltoranin                     | Sprint      | 3:14,43 min   | 13            | 3:12,60 min   | 4             | ausgeschieden | ausgeschieden | ausgeschieden | ausgeschieden | 17   |
| Denis Wolotka                         | Sprint      | 3:22,52 min   | 52            | ausgeschieden | ausgeschieden | ausgeschieden | ausgeschieden | ausgeschieden | ausgeschieden | 51   |
| Denis Wolotka Alexei Poltoranin       | Teamsprint  | −             | −             | −             | −             | 16:30,10 min  | 8             | ausgeschieden | ausgeschieden | 17   |
| Frauen                                |             |               |               |               |               |               |               |               |               |      |
| Jelena Kolomina                       | Sprint      | 3:39,22 min   | 55            | ausgeschieden | ausgeschieden | ausgeschieden | ausgeschieden | ausgeschieden | ausgeschieden | 55   |
| Anna Schewtschenko                    | Sprint      | 3:23,27 min   | 27            | 3:23,56 min   | 6             | ausgeschieden | ausgeschieden | ausgeschieden | ausgeschieden | 29   |
| Walerija Tjulenewa                    | Sprint      | 3:47,27 min   | 60            | ausgeschieden | ausgeschieden | ausgeschieden | ausgeschieden | ausgeschieden | ausgeschieden | 60   |
| Anna Schewtschenko Walerija Tjulenewa | Teamsprint  | −             | −             | −             | −             | 17:57,04 min  | 10            | ausgeschieden | ausgeschieden | 20   |

### Skispringen
| Athleten           | Wettbewerbe   | Qualifikation | Qualifikation | Qualifikation | 1. Durchgang  | 1. Durchgang  | 1. Durchgang  | 2. Durchgang  | 2. Durchgang  | 2. Durchgang  | Gesamt        | Gesamt        |
| Athleten           | Wettbewerbe   | Weite         | Punkte        | Rang          | Weite         | Punkte        | Rang          | Weite         | Punkte        | Rang          | Punkte        | Rang          |
| ------------------ | ------------- | ------------- | ------------- | ------------- | ------------- | ------------- | ------------- | ------------- | ------------- | ------------- | ------------- | ------------- |
| Männer             |               |               |               |               |               |               |               |               |               |               |               |               |
| Sergei Tkatschenko | Normalschanze | 84,0 m        | 83,7          | 51            | ausgeschieden | ausgeschieden | ausgeschieden | ausgeschieden | ausgeschieden | ausgeschieden | ausgeschieden | ausgeschieden |
| Sergei Tkatschenko | Großschanze   | 111,0 m       | 70,9          | 47            | 107,5 m       | 73,5          | 49            | ausgeschieden | ausgeschieden | ausgeschieden | 73,5          | 49            |